# 제2차 세계 대전의 원인

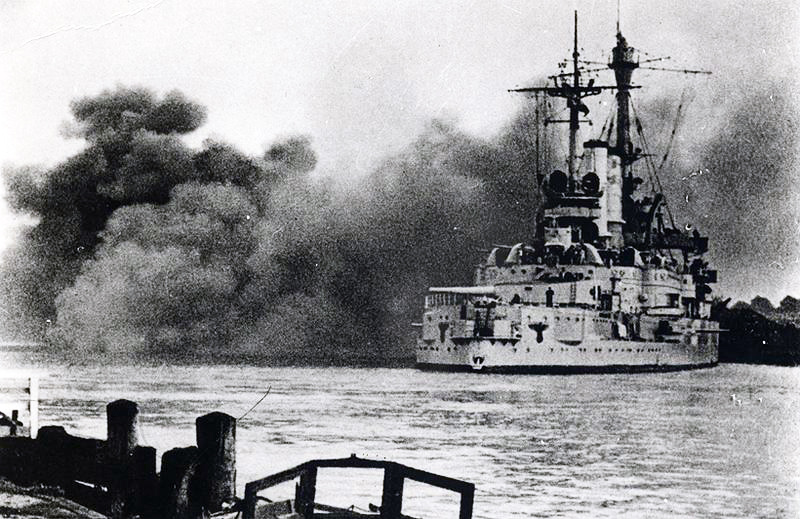
1939년 9월 1일 베스테르플라테의 독일 전함 슐레스비히-홀슈타인. 이 발포로 제2차 세계 대전이 시작되었다.

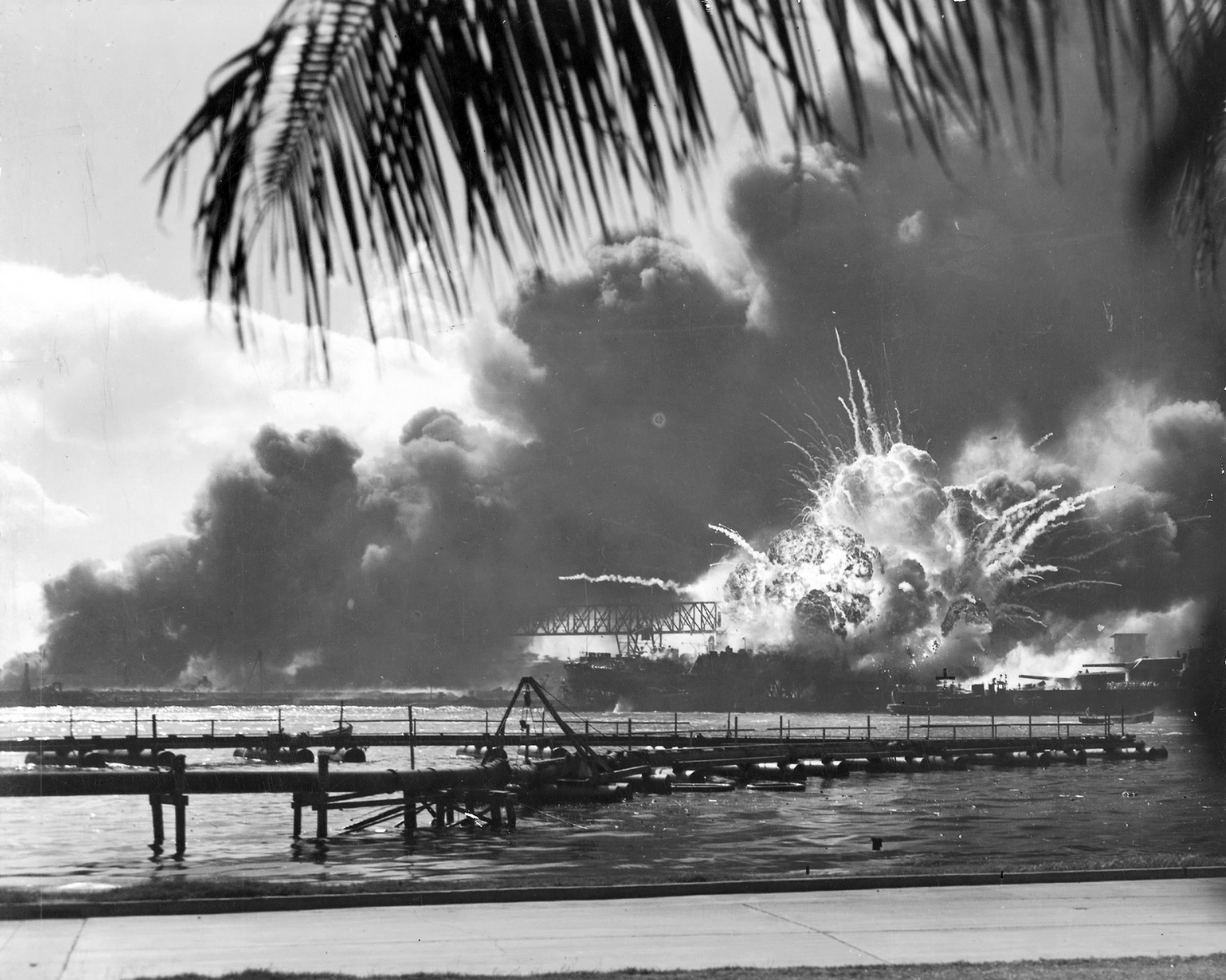
진주만 공격 당시, 일본 항공대의 폭격에 유폭되어 폭발한 USS 쇼 (DD-373).

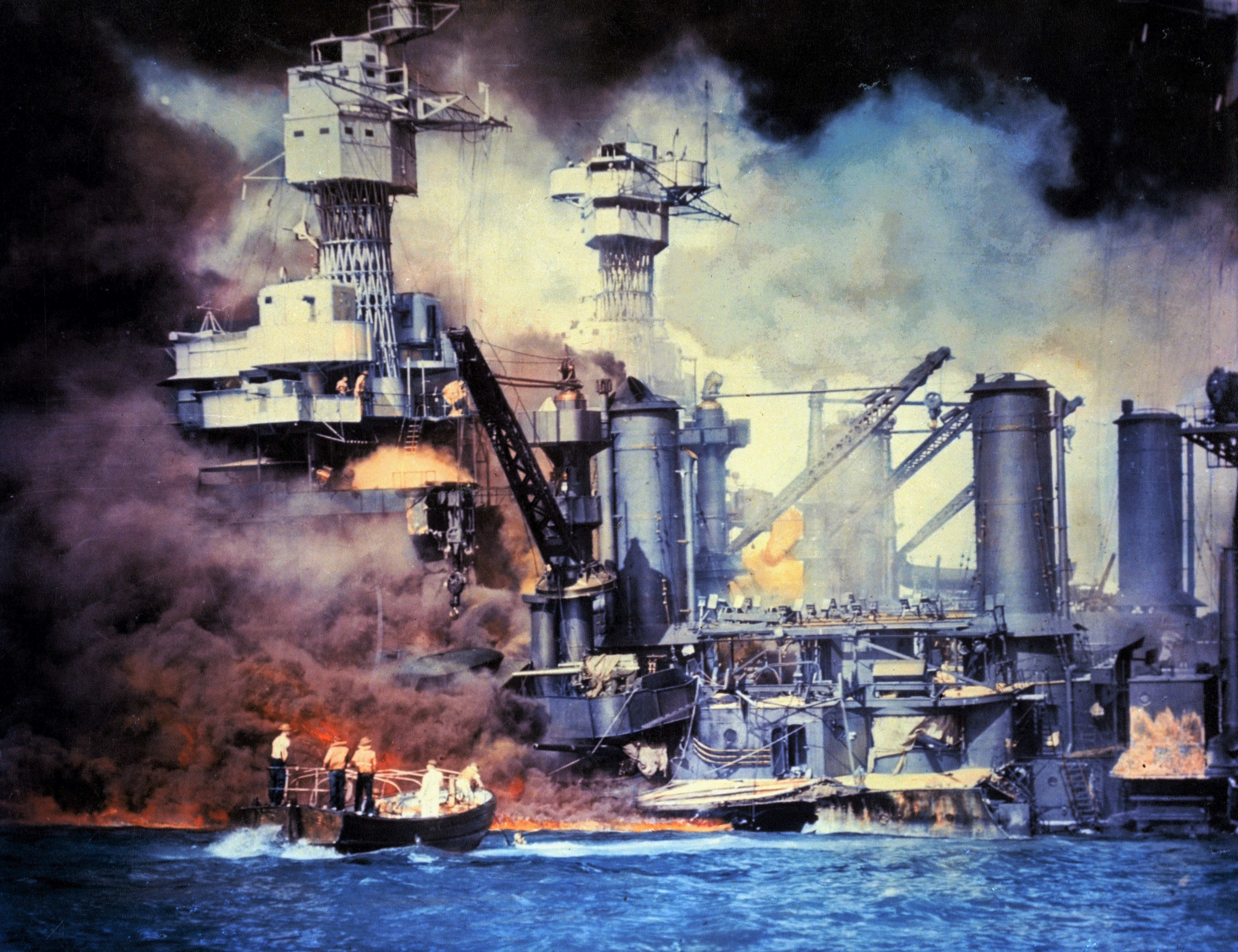
진주만 공격 당시 2발의 공중 투하 폭탄, 7발의 어뢰가 명중해 침몰한 USS 웨스트버지니아 (BB-48).

제2차 세계 대전의 원인(第二次世界大戰原因, 영어: causes of World War II)은 국가 간 긴장, 제1차 세계 대전에서 해결되지 않은 과제, 전간기 기간의 분개, 1930년대 대공황 등 여러 사건이 복합적으로 이루어졌다. 이 문서에서는, 전쟁 발발 까지의 사건은 1939년 9월 1일 독일의 폴란드 침공과 소비에트 연방의 폴란드 침공, 1937년 일본 제국의 중일전쟁을 기점으로 삼는다.
나치 독일의 권위주의적 집권과 일본 관동군의 지휘는 결국 군사적 공격을 가져오게 된다. 제2차 세계 대전은 선전포고와 적극적인 방어전으로 시작되었다.

## 이념, 정책, 철학

### 반공주의
국제적으로 지향하는 급진적 볼셰비키는 1917년 11월 러시아에서 10월 혁명을 일으킨 이후, 다른국가에서도 유사한 행동을 하고자 했고 한때 헝가리 평의회 공화국과 바이에른 평의회 공화국을 세우기도 했다. 이로 인해 많은 중앙 및 서부 유럽, 미국 등은 적색 공포에 시달렸고, 자국에서의 공산주의 혁명을 두려워했다. 1919년에 승리한 협상국들은 러시아 서부 국경에 러시아 공산주의의 파도를 막으려는 완충 국경 국가들을 세웠다.
이탈리아와 독일 파시즘은 국제적 공산주의와 사회주의 봉기에 반응하여 슬라브 제국의 민족주의를 우려했다. 독일은 1919년 뮌헨의 바이에른 소비에트 공화국을 자유군단(제대 군인들이 모인 자발적 준군사조직)으로 분쇄시켰다. 이러한 베테랑 병력들은 나치 돌격대(SA)의 구성 요소가 되었으며, 1933년 전까지 10년 동안 공산주의 민병대와 거리 전투를 벌였다. 거리의 폭력적 행동들은 독일이 반공산주의로의 목소리를 높이게 하며 철권통치자가 독일의 생활을 안정시킨다고 생각하게 되었다.

### 팽창주의 (제국주의)
팽창주의는 국가의 영토(또는 경제적 영향권)를 보통 군사적 침략을 통해 확장하고자 하는 이념이다. 제2차 세계 대전 당시, 유럽 세력(영국, 프랑스, 소비에트 연방 등)은 제국주의 아래 많은 지역을 식민지로 두었다. 후발 자본주의 국가인 독일과 이탈리아는 다른 열강들처럼 넓은 식민지가 없었다.
이탈리아 왕국의 베니토 무솔리니는 지중해 장악을 위해 1939년대 초 알바니아 침공을 시작으로 전쟁에 참여하였고, 나중에는 그리스를 침공하였다. 또한, 이탈리아는 1935년 초 에티오피아를 침공했다. 국제 연맹과 전 연합국은 1930년대 전쟁 피로와 경제 침체로 인해 이런 제국주의적 행동을 저지하기 위한 별 반응을 보이지 않았다. 독일은 몇 차례나 무솔리니를 지원했다. 이탈리아 확장의 욕망은 이탈리아가 제1차 세계 대전의 승전국임에도 별 이득을 얻지 못한 것과 관련이 있다. 런던 조약에 의해 이탈리아는 오스트리아-헝가리 제국의 트렌티노알토아디제주를 받았지만 오스만 제국의 알바니아와 소아시아를 받는다는 약속은 강대국의 지도자들에 의해 무시되었다.
한편 독일은 제1차 세계 대전 패전으로 모든 식민지를 상실하고 본토까지 축소되었다. 특히 폴란드에게 포젠 지역과 베스트프로이센을 잃고 단치히 자유시의 독립을 허용함으로써 폴란드 회랑으로 독일 본토가 분리되었고, 경제적 가치가 높은 상부 슐레지엔 역시 상실하였다. 프랑스에게는 알자스로렌 지방을 빼앗기고 자원이 풍부한 공업지대인 라인란트, 루르 지방의 관할권도 넘겨주어야 했다.(자르 (국제 연맹) 참조) 이외에도 메멜 지역을 리투아니아에게, 라인란트의 일부를 벨기에에게, 북슐레스비히 지역을 덴마크에게 할양하였다.
이 영토 손실의 결과로 독일의 인구 변동이 발생하였고, 주변 국과의 악화된 관계 속에서 보복주의(revanchism)와 민족통일주의가 성행하게 되었다. 나치 정권 아래 독일은 제1차 세계 대전 전 독일 제국의 "정당한" 국경을 복원하고자 하는 확장 정책을 시작하며 라인란트 재점령을 하고, 폴란드 회랑 점령을 추진했으며 이는 폴란드와 피할 수 없는 전쟁을 의미했다.
또한 지지자들은 독일 국민을 하나로 묶을 계획으로 대독일주의을 펼쳤다. 윌슨의 민족자결주의에 따라서 다민족 국가 오스트리아-헝가리 제국의 영토는 산산조각 났다. 제1차 세계 대전 이후 게르만 민족 중심의 독일계 오스트리아만 남자 오스트리아인들은 대부분 독일과의 연방을 지지했다. 그러나 베르사유 조약에서는 병합, 연방 등 어떠한 형태로도 독일계 오스트리아가 독일과 합병하여서는 안 된다고 규정했다. 이에 반발하여 쇼비니스트들은 1871년 독일 제국 영토뿐만 아니라 같은 게르만 민족인 오스트리아의 옛 영토를 회복하고자 하였다. 제2차 세계대전 발발 이전 히틀러의 독일은 오스트리아와 체코슬로바키아를 합병하였다.
소비에트 연방은 제1차 세계 대전과 적백 내전 동안 폴란드, 에스토니아, 라트비아, 리투아니아, 루마니아 등에게 상실한 러시아 제국의 영토 회복을 원했다. 또한 러일 전쟁 기간 동안 일본에게 잃은 영토에도 관심이 있었다.
제1차 세계 대전 동안 독일의 동맹국이었던 헝가리는 오스트리아-헝가리 제국에서 떨어저 나간 이후 잃은 거대한 영토를 독일과 함께 다시 회복하고자 했다. 대헝가리주의는 인기 있는 토론 주제였다.
제1차 세계 대전에서 승전한 루마니아 왕국은 제2차 세계 대전 무렵 영토 축소의 위협에 당면해 있었다. 독일-소련 불가침 조약으로 베사라비아와 북부 부코비나가 소련에게 할양되고, 2차 빈 국경 협정으로 북 트란실바니아가 헝가리에게 할양되고, 크라이오바 조약으로 남 도르부자가 불가리아에게 할양된다. 대루마니아는 독일과 더욱 가까워지게 되는 원인이 된다.
또한 제1차 세계 대전 당시 독일의 동맹국이었던 불가리아 왕국은 제2차 발칸 전쟁과 제1차 세계 대전에서 그리스, 루마니아, 유고슬라비아에게 영토를 할양했다.
핀란드는 제2차 세계 대전 초기 겨울 전쟁으로 소련에게 영토를 할양했다. 독일이 1941년 소련을 침공하자 핀란드는 계속 전쟁으로 잃어버린 영토를 잠시 회복했다.
아시아에서 일본은 제1차 세계 대전 이후 확장 정책을 매우 가속화시켰다. 일본은 독일의 중국 식민지와 기타 태평양 섬들을 할양받았음에도 불구하고, 적백 내전에 개입해 시베리아와 러시아 항구 블라디보스토크를 점령했고, 결국 제1차 세계 대전에서 얻은 일부 섬 몇 개를 빼고 할양해야 했다.
이러한 각 국가에서의 팽창주의는 제1차 세계 대전 이후 급격하게 변한 영토와 그로 인한 민족통일주의자의 영토 회복 목표에 뿌리를 두고 있으며, 제2차 세계대전으로 이어지는 하나의 원인이 된다.

### 파시즘
정치 체제에서 파시즘은 중앙 정부가 강력한 독재로 엄격한 사회적, 경제적 억압을 하는 것이며 종종 과격한 민족주의로도 표현되며 제2차 세계 대전 이전 유럽의 많은 나라에서 지지를 받았다. 일반적으로 정부는 국가의 이익을 위해 산업과 국민을 통제해야 한다는 체제이다.
여러 방면에서, 파시즘 사회는 군대를 모델로 하였다. 파시즘 국가는 고도의 군국주의이며 개인적 영웅의 필요성은 파시스트 체제의 중요한 부분이었다. 베니토 무솔리니의 저서 "파시즘의 교리"(Doctrine of Fascism)에서 "파시즘은 일반적으로 영구적인 평화의 가능성이나 유용성을 믿지 않는다"라고 썼다. 파시스트는 전쟁을 개선을 위한 긍정적인 것으로 보고 새로운 유럽 전쟁을 만들려고 했다. 파시즘은 궁극적으로 제2차 세계 대전 시기 많은 나라들이 침략을 보편적인 신념으로 삼고 있었다.

### 군국주의
독일, 이탈리아, 일본의 지도자들은 매우 군사적이고 공격적인 태도였다. 복잡한 이 사실은 전통적인 무장적 태도와 종종 과소평가되는 유사한 상황이었다. 예를 들어, 1935년에 영구적인 징병을 도입한 독일은 군대 재건(과 베르사유 조약의 말소)를 목표로 했다.

### 민족주의
민족주의란 사람들의 영토, 문화가 민족으로 묶여 있다는 믿음이다. 이미 독일에서는 대중 지지를 위해 지도자들이 민족주의를 이용했고 그 결과 급진적 민족주의가 성행했다. 이탈리아에서는 이탈리아인들에게 로마 제국을 복원하겠다는 믿음을 가졌다. 일본에서는 수 세기 전부터 천황에 대한 의무와 명예를 지어야 한다는 민족주의가 있었다.

### 인종차별주의
20세기 사건들은 독일과 슬라브족 사이 천 년에 걸친 섞임의 정점이었다. 수년에 걸쳐 많은 독일인들은 동부에 정착했다(볼가 독일인). 이러한 민족 대이동은 민족 영토와 국경을 흐릿하게 만들었다. 19세기와 20세기에 이러한 민족 대이동은 상당한 정치적 의미가 있었다. 민족 국가의 상승과 정치의 정체성은 범게르만주의와 범슬라브주의로 나타난다. 또한 사회진화론 이론으로 인해 영토와 제한된 자원을 "게르만 족 대 슬라브 족"의 투쟁으로 만들었다. 히틀러는 이러한 아이디어들을 묶어 나치는 독일의 "아리아 민종"을 슬라브 민종보다 우월하고 지배자 민족이라 생각했다. 제2차 세계 대전 동안 히틀러는 비-아리아 민종에 대한 차별을 허용했다.

## 상호 관계 및 경제

### 베르사유 조약의 문제점

베르사유 조약 이후 독일의 영토.
----
다른 국가가 합병
국제 연맹의 행정관할
바이마르 공화국

베르사유 조약은 독일을 달래지 않고 다시는 지배적인 국가가 될 수 없도록 만들었다. 이 조약은 독일과 오스트리아-헝가리에게 전쟁에 관한 유죄조항으로 인해 장기적인 평화를 보장하기보다 단순한 전쟁 "책임"을 묻는다는 비난이 나왔다. 이 조약은 가혹한 배상금과 독일 민족 수백만명이 다른 나라로 분리되는 영토 축소, 화폐 과다 생산으로 인한 하이퍼인플레이션(바이마르 공화국의 하이퍼인플레이션 참조)를 초래했다. 바이마르 공화국은 수조 달러의 외채를 미국, 영국, 프랑스로부터 차관해야 했고, 이는 나중에 채무불이행이 찾아오게 된다. 또한 독일은 제1차 세계 대전 이후 전쟁 부채도 감당해야 했다.
이 조약은 제1차 세계 대전 승리 이후 독일에 향한 분노를 드러낸 것으로 미국 대통령 우드로 윌슨은 평화조약의 가이드라인으로 14개 조항을 제시했다. 그러나, 1차 대전에서 미국은 작은 역할을 담당했기에 윌슨의 14개조 조항을 연합군에게 동의하도록 설득할 수 없었다. 많은 독일인들이 휴전 조약을 이해를 바탕으로 이루고 있다고 생각하는 동안, 독일 11월 혁명 이후 새 바이마르 공화국에서 "11월의 범죄자"가 취임하고 지휘했다.
1918년 정전 협정에 따라 미군을 포함한 연합군은 라인강 동쪽의 쾰른 등의 라인란트를 점령했다. 이 점령은 1919년 베르사유 조약에 따라 계속되었다. 3곳의 점령 영역을 지정한 조항으로 인해 연합군은 비준 15년 이후인 1920년까지 연합군 5개 군단이 점령했고, 마지막 점령은 1935년까지 지속되었다. 사실상, 마지막 연합군 부대는 구스타프 슈트레제만의 로카르노 조약 비준으로 바이마르 공화국의 좋은 반응으로 인해 5년 전인 1930년 철수했다.
독일의 식민지는 전쟁 중 모두 점령되었으며 이탈리아는 티롤 남부 지방의 절반을 휴전 합의 이후 가져갔다. 동부 전선은 러시아 제국의 붕괴 이후 끝났고 독일군은 동유럽과 중부 유럽의 대부분을 점령했다. 1916년 유틀란트 해전과 1917년 킬 수병 반란 이후 독일제국 해군 부두에서 대부분의 시간을 보냈으며 전쟁 이후에는 항복하여 연합군에게 넘겨졌다. 독일은 뚜렷한 군사적 패배와 자원의 부족으로 인해 패배했으나 나치 정부는 등 뒤의 칼 찌르기 이야기를 제기했다.
일부는 이 조약에 대한 반대 의견으로 독일을 잘게 나누어 영구적으로 큰 힘을 쓰지 못하게 하지 않는 이상 강력하지 않다고 주장했다. 실제로 보불전쟁 이후 오토 폰 비스마르크는 프랑스 대표단의 의견을 받아들였다. 그러나, 이는 특히 공산주의 세력의 확산을 불러올 수 있었다. 이에 관계없이, 베르사유 조약은 일반적으로 나치당의 지지 상승을 도운 나쁜 조약이라 평가한다.

### 프랑스의 보안 요구
이러한 프랑스의 보안 요구, 석탄 채굴권, 비무장 라인란트 등은 1919년 파리 평화 회의에서 심각하게 논의되고 베르사유 조약에 구축되었다. 그러나, 독일은 히틀러가 집권하면서 해당 조약을 부당한 것으로 여겼다.

#### 제1차 세계 대전에서 프랑스의 영향
제1차 세계 대전에서 프랑스의 노력은 심각한 비용을 들이고 승리를 가져왔다. 이 뿐 아니라 프랑스는 독일의 서부와 동부 모두의 국경에 군사를 배치했으며 또한 프랑스는 전쟁 동안 가장 치열했던 2개 전투인 마른 전투와 베르됭 전투 모두 참가했다. 1914년, 독일은 프랑스의 마른을 공격했다. 프랑스군은 1914년 9월 8일 독일의 기습 공격을 받고 대부분 전투에서 퇴각하였다. 프랑스는 이 전투에서 승리했지만 25만명의 병력을 잃었다. 1916년 베르됭 전투에서 프랑스군은 54만명의 병력을 잃었다.

#### 경제적 문제
프랑스 의회는 전쟁 비용을 대기 위해 소득세를 올리는 수단을 거부했기 때문에 프랑스 은행은 전쟁 채권을 판매하고 돈을 많이 찍어냈다. 이로 인해 프랑스는 많은 인플레이션을 겪게 되었다. 뿐만 아니라 높은 사상자와 심리적 타격으로 인해 경제 불황이 찾아오게 되었다. 프랑스는 자연스럽게 이를 돌리기 위해 전쟁의 주요 원인인 독일을 지목했다.

#### 파리 평화 회의 (1919년)
제1차 세계 대전이 끝난 1918년에는 프랑스와 같은 승전국들이 경제, 보안, 사기 등이 절망적인 상황으로 치닫고 있었다. 1919년의 파리 평화 회의는 전쟁을 시작한 독일을 처벌할 수 있는 좋은 기회였다. 역사학자 마가렛 맥밀란(Margaret MacMillan)이 전쟁은 "이것은 누군가의 잘못으로 되어야만 하고 ... 이것은 인간의 자연스러운 반응이다"라고 묘사했다. 독일은 1차대전을 개전한 책임을 지고 있었다. 이 전쟁의 죄의식은 독일에 대한 승리국인 프랑스의 민족 보복의 첫걸음이었다. 프랑스는 1918년의 위치가 "인공적이고 일시적"이라고 믿었다. 따라서 당시 프랑스의 지도자였던 조르주 클레망소는 베르사유 조약으로 프랑스의 보안을 유지하고자 했다.

##### 회의 기간 동안 프랑스의 일정
프랑스 회의 중 가장 중요한 두 가지 의제는 독일의 석탄과 현금 형태의 배상과 라인란트 분리 문제였다. 프랑스는 화폐를 과잉 제조하여 인플레이션을 유발했고 자금을 보충하기 위해 미국에서 돈을 빌리기도 했다. 독일의 배상은 프랑스 경제를 안정시키기 위해 필수적이었다. 또한 프랑스는 전쟁 기간 중 탄광 파괴에 대한 보상으로 루르 지방의 석탄을 프랑스에게 공급하라고 요구했다. 프랑스는 국가의 안정에 대해 두려워했기 때문에 프랑스는 독일의 "기술로 불가능한" 양의 석탄 양을 요구했다. 프랑스는 독일의 공격을 막기 위해 라인란트 지역 비무장을 원했다. 이는 프랑스와 독일 사이 물리적 장벽 역할을 하였다. 이 과도한 양의 석탄 배상 및 라인란트 비무장 원칙은 독일인들에게 모욕으로 받아들어졌고 분노하게 되었다.

#### 베르사유 조약에 대한 독일의 반응
"전후 독일 정부는 미래 세대에 대한 부담으로 인해 살아남을 수 없다고 믿는다." 배상금 지불은 고전적인 전범 처벌이지만, 이 경우에는 독일의 분노를 야기시키는 극단적인 징벌(extreme immoderation)이었다. 독일은 제1차 세계 대전의 배상금을 전후 90년 후인 2010년 10월 3일 전액 갚았다. 또한 독일은 석탄 배상 이후 공급이 매우 줄어들었다. 그들은 프랑스의 수동적 저항 운동으로 산업을 멈췄다. 이에 대한 응답으로, 프랑스는 석탄 생산지인 루르를 점령했다. 이 시점에서 독일인 대다수가 분노했고, 바이마르 공화국은 프랑스에 대한 굴욕감을 느끼게 되었다. 나치당의 수장인 아돌프 히틀러는 대 독일 제국을 세우기 위해 1923년 맥주홀 폭동으로 알려진 반란을 시도한다. 비록 이 시도는 실패했지만, 히틀러는 국민 사이에 영웅으로 인정받았다. 라인란트 비무장과 군의 크기 제한은 이를 격노하게 했다. 비록 프랑스는 라인란트가 중립이어야 한다는 논리적 이유가 있었지만, 사실 프랑스가 일어나고 싶다는 욕망이 있다는 것은 독일의 프랑스에 대한 분노를 계속 더하게 만드는 원인이 되었다. 또한, 베르사유 조약은 독일의 장군과 해군, 항공기, 독가스, 전차, 중포병의 소지를 금하게 했다. 특히 승전국 중 하나인 프랑스는 독일에게 굴욕을 주고자 했고 이들의 소중한 군 병력이 없어지는 것은 독일인이 바이마르 공화국을 원망하고 히틀러를 우상화하게 되었다.

#### 아돌프 히틀러의 권력 상승
아돌프 히틀러는 바이마르 공화국 위에 서서 감정적 패배를 겪던 독일인들에게 희망을 주었다. 바이마르 공화국의 탄생은 베르사유 조약의 수락과 관계가 있어 자동적으로 내부의 적을 만들어 냈고, 독일인은 히틀러의 이 말에 만족감을 느꼈다. 1923년의 뮌헨 폭동으로 인해 히틀러의 지지와 명성은 더더욱 높아졌으며 히틀러는 1933년 총리에 임명되었다. 프랑스의 사치적인 요구 때문에 독일은 전쟁에서 지지 않았다고 믿게 되었으며 아돌프 히틀러가 독일을 구할 것이라고 바라보았다.

### 오스트리아-헝가리 제국 해산 이후 문제

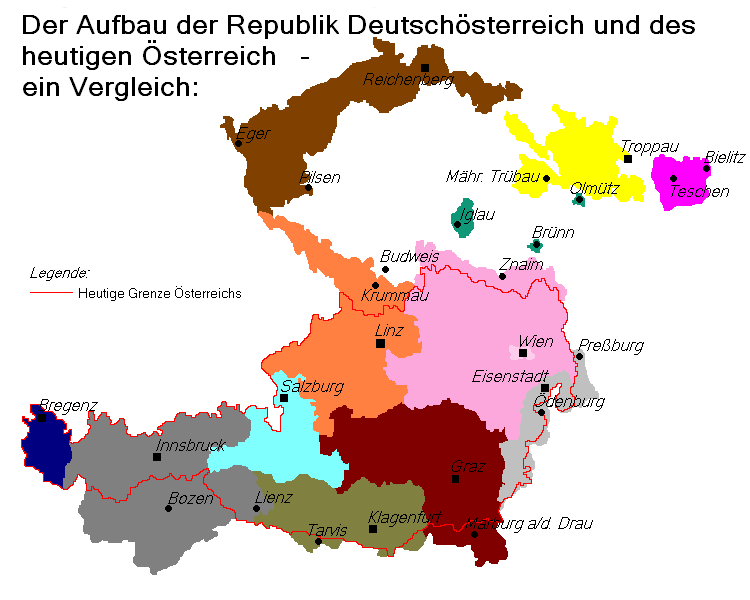
제1차 세계대전의 즉각적인 여파 이후 독일민족 오스트리아가 제안한 공화국 지역.

오스트리아-헝가리 제국의 해산 이후 발생한 문제 중 하나는 우드로 윌슨이 발표한 민족 자결 원리 목표를 달성하는 데 실패했다는 것이다. 몇 가지 문제가 해결되었지만, 트리아농 조약 및 생제르맹 조약으로 인해 다시 새로운 문제가 발생했다.
오스트리아-헝가리의 옛 땅이 승전국의 야망에 맞게 임의로 나누어져 있었고, 많은 소수 민족들이 다른 나라로 넘어가게 되었다. 예를 들어, 독일인 및 헝가리인이 살고 있는 많은 지역이 외국의 통치를 받게 되었다. 헝가리 왕국은 이후 전쟁 책임으로 국토와 국민 3분의 2를 할양하게 된다. 반면 오스트리아-헝가리 제국의 이중정부 중 하나인 오스트리아 제국은 티롤 지방을 잃는 대신 헝가리의 부르겐란트주를 할양받았다. 보헤미아의 독일어권 지역인 소위 주데텐란트는 체코슬로바키아의 일부로 남았다. 또한, 유고슬라비아 왕국은 주요 소수 민족(세르비아, 크로아티아, 마케도니아, 몬테네그로, 슬로베니아) 영토를 할양받았고 전쟁 후 독립하였다.
후속 국가의 보호주의 민족정책은 과거의 오스트리아-헝가리와 달리 이 지역에서 높은 정치적 긴장과 경제적 협력이 끊어지게 되고, 결국 개발 주도에 어려움을 겪는다. 그 결과, 민족통일주의자와 극단적 정치가들이 지역 주민들의 지지를 받게 된다.

### 자원과 시장 경쟁

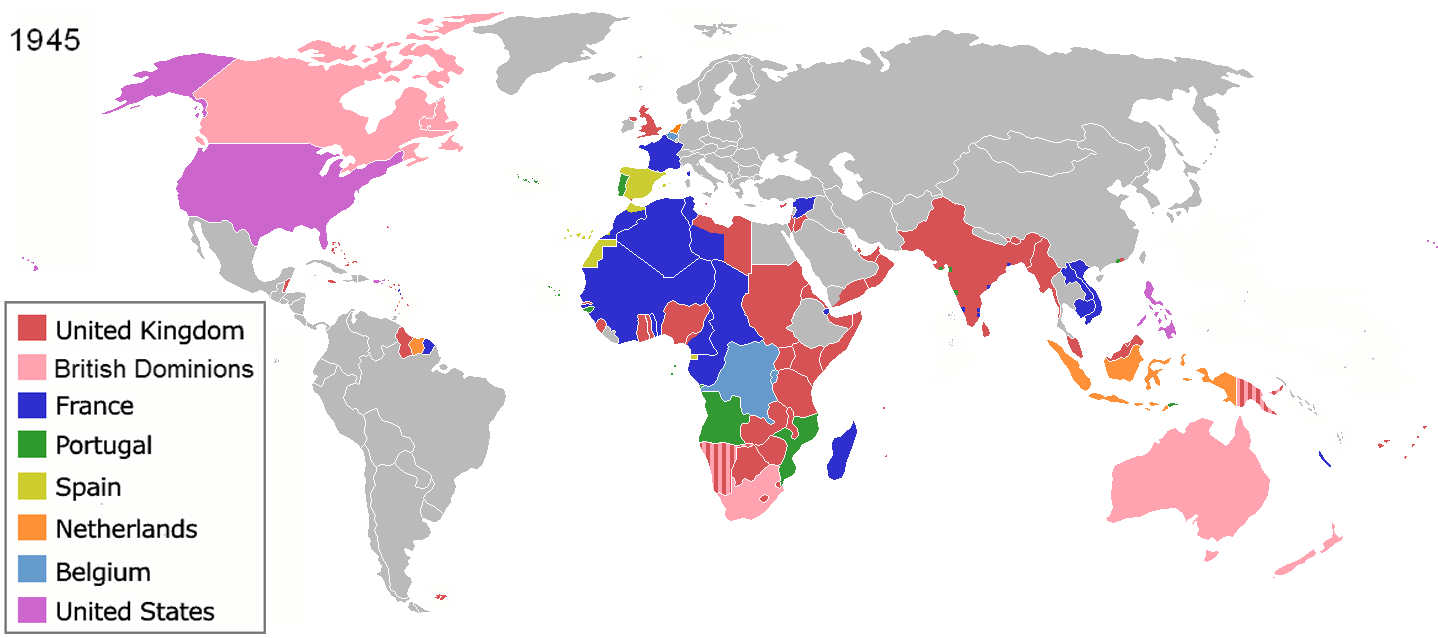
1945년 제2차 세계 대전 종전 이후 식민지 지도.

일본은 몇몇 철과 석탄을 제외한 만성 천연자원 부족에 시달렸다. 20세기 초에, 일본은 선진 제국주의 국가의 후발자였다. 이 시간 동안 일본은 식민지를 얻을 수 있는 능력이 있었지만 태평양과 그 자원 대부분은 서양 열강이 나누었다. 대영 제국은 인도 식민지 제국, 싱가포르, 파푸아 뉴기니를 점령하고, 프랑스 식민지제국은 프랑스령 인도차이나를 점령했으며 네덛란드는 네덜란드령 동인도를 점령했다. 여기에, 미국은 태평양을 가로질러 하와이, 필리핀으로 영향권을 넓혔으며 중국에게 중요 자원을 제공했다(미국의 영토 확장 참조). 20세기 초 러일 전쟁 이후, 일본은 러시아와의 한국과 만주 영향력 경쟁에서 우위를 차지하고 동아시아로의 확장을 성공했다.
아시아의 천연 자원은 저렴한 가격으로 식민지 사업의 원료로 판매되었지만 종종 영국 연방 같은 블록 형식의 폐쇄 경제 시스템이 일본 산업을 거부했다. 완제품은 식민지가 아닌 일본으로 보내졌다. 일본 외교관 시게이루 마모루는 다음과 같이 말했다.
"일본은 완전히 유럽의 식민지와 차단되었다. 필리핀, 인도, 중국, 보르네오, 인도네시아, 말레이시아, 미얀마에서 일본의 활동은 금지되었으며, 오직 수출만 가능하다. 일반적 무역은 자연스러운 차별에 방해되었다 .... 어떤 의미에서 제1차 세계 대전의 시작은 국제적 폐쇄 경제 때문이다. 이것만이 오직 경제적 질식의 유일한 탈출구로 보이는 느낌이기 때문이다."— 시게이루 마모루

아시아에서 수요 및 공급의 가장 큰 시장은 중국이었다. 일본은 미국 및 다른 유럽 열강이 차지한 시장을 점령하고자 했다. 1939년 10월 19일, 미국계 일본인인 일본 주재 미국 대사 조셉 C. 크로우는 다음과 같이 말했다.
"나는 이후 수 개월 일본에서 "말의 입에서 직접 온다"(comes straight from the horses mouth) 라는 말을 할 것이며 이 말은 일본의 극동 정책과 관련하여 현재 미국 정부와 미국인이 생각하고 있는 것과 일치하다 ..... 미국 정부와 미국인은 진지하게 스스로의 보안, 안정, 과정 뿐 아니라 세계 모든 국가에게 이를 권할 것이다. 그러나 동아시아에 새로운 다른 것 사이에서 등장하면서 중국에서 그간 설립된 미국인의 권리를 박탈했으며 이에 미국인은 항의하고 있다 .... 중국에서의 미국의 관심인 권리는 중국에 있는 일본 정부의 정책과 행동에 의해 손상받고 파괴되고 있다."— 조셉 C. 크로우

1937년 일본은 중국의 만주를 침공한다. 일본은 대동아 공영권 사상과 "아시아는 아시아인이!" 같은 구호와 함께 일본은 중국에서 서방 열강의 영향을 제거한다는 명목으로 지배하려 했다.
중국과의 지속적인 충돌로 인해 일본과 미국과의 갈등은 커졌고, 반일본 여론은 난징 대학살과 급격한 일본 성장으로 커졌다. 긴 회담이 일본과 미국 사이에 진행되었다. 일본이 프랑스령 인도차이나 남부로 진격하면서, 미국 루즈벨트 대통령은 일본이 석유의 80%를 수입하는 상태에서 미국의 석유 수출을 중단하고 미국 내 일본 자산을 동결했다. 네덜란드와 영국이 이 결정에 따랐다. 석유 보유량이 반 년 남은 일본은 평화 기간(반전시 체제) 동안 2가지 결정을 할 수 있었다. 미국이 요구한 중국 전 영토의 철수 또는 네덜란드의 동인도 유전을 점령하는 것이었다. 일본 정부는 중국에서 철수하는 것은 불가능하다는 입장이었다.
전쟁 목표를 달성하고 유지할 수 있을 만큼 오랫동안 미국을 제압하기 위해, 일본은 1941년 12월 7일 미국 해군이 주둔한 진주만을 공격한다. 그들은 일본이 정복하는 동안 미국이 대처하기 위해서는 2년이 필요할 것이라고 생각하고 미국은 타협과 평화를 추구할 것이고 전쟁의 파도에 휩싸인 연합군은 쉽게 제거할 수 있다는 잘못된 생각을 하였다.

### 국제 연맹의 문제점
국제 연맹은 제1차 세계 대전 이후 미래의 전쟁을 방지하기 위해 만든 국제 기구였다. 국제 연맹은 군축 협상을 포함하여 집단 안보(collective security)를 통해 평화를 유지하며 외교 협상을 통해 국제 분쟁을 완하하고 세계적 삶의 질을 개선하는 것을 목표로 삼았다. 연맹의 외교 체제는 이전 백년간의 생각에 근본적인 변화를 이끌었다. 매우 오래된 체제였던 빈 회의(1815년) 체제가 국가 간 동맹이 변화하면서 강력한 군대와 비밀 협정에 의해 균형을 이루었다. 새 체제 아래에서, 연맹은 정부 위의 정부였고 개방적이고 법치주의적인 회의에서 개별 분쟁을 완화하는 역할을 했다. 이 연맹 창립의 원동력은 미국 우드로 윌슨에서 나왔음에도 불구하고 미국은 가입하지 않았다. 또한 이것은 연맹의 힘을 급성장 산업국가와 군사 강대국의 가입이 연맹의 요구와 요청에 더 많은 힘을 불어넣는데도 불구하고 힘을 줄이게 되는 결과가 되었다.
연맹은 자체 군이 없어 가입국의 군사에 의존했고 연맹은 경제적 재제로 유지되었으며 필요한 경우에는 연맹이 무력으로 개입했다. 그러나, 그들은 종종 그러하길 꺼려했다.
1920년대 수많은 성공과 초기의 일부 실패 이후, 1930년대 연맹은 궁극적으로 추축국의 침략 방지를 위해 노력했다. 미국의 부재로 만장일치 결정에 따라 의존한 연맹은 군의 부족으로 인해 그 주요 구성원의 이기적인 결정으로 오류를 피해갈 수 없다는 것을 의미했다.

### 유럽 내전
일부 학자들은 제2차 세계 대전을 1870년 7월 19일 보불전쟁부터 시작된 유럽 내전의 마지막 단계로 보기도 한다. 이 기간 동안 발생된 유럽 각국은 많은 정권 변화(전부는 아니지만)가 일어나고 스페인 내전 기간을 포함한다.

### 매이슨-오버리 논쟁: "전쟁으로의 비행" 이론
1980년대 후반, 영국 역사학자 리차드 오버리(Richard Overy)와 티모시 매이슨(Timothy Mason)은 저널 "과거와 현재"(Past and Present)에서 1939년 제2차 세계 대전의 발발 원인에 대해 논쟁을 벌였다. 매이슨은 "전쟁으로의 비행" 이론으로 히틀러는 경제적 구조 위기에 처해 있었으며, 이는 경제적인 몰락 또는 전쟁 하나를 선택해야 하는 때에 직면했다는 이론이다. 오버리는 매이슨의 이론을 반박하며 독일은 1939년 경제 위기에 직면했었으나 이러한 문제가 나치 지도자들이 폴란드 침공이라는 선택을 해야만 하는 이유를 설명하진 못한다고 반박했다.
매이슨은 독일 노동자 계급이 항상 나치 정권에 반대했다고 주장했다. 1930년대 후반 독일의 경제 과열로 인해 독일 근로자들은 고용주에게 다른 회사로 떠나지 않도록 높은 임금을 부여받았으며 이는 원하는 임금 인상을 허가받을 수 있었다. 이는 정치적 저항의 한 형태였으며 이 저항으로 인해 1939년 히틀러가 전쟁을 선택했다는 논지였다. 따라서, 제2차 세계 대전의 발발은 경제적 구조 문제 때문에 발생했으며 이는 "전쟁으로의 비행"으로 인한 국내의 위기를 불러왔다는 것이다. 매이슨이 주장한 주요 위기는 흔들리는 경제 회복이 독일 재무장 프로그램의 속도를 압도했으며, 나치 정권은 민족주의 바람을 불어 강제적으로 그 속도를 늦췄다. 이러한 방법으로, 매이슨은 "프리매트 데르 이넨폴리티크"(Primat der Innenpolitik, 국내정치 제일주의)라는 개념으로 2차대전의 원인을 사회제국주의(social imperialism)라고 평가했다. 매이슨의 국내정치제일주의는 보통 2차대전의 원인을 설명하는데 쓰였던 "프리매트 데르 아우벤폴리티크"(Primat der Außenpolitik, 국외정치 제일주의)와 대비되는 단어였다. 매이슨의 의견은 독일 외교 정책이 국내적 정치에 의해 고려되었으며 1939년 제2차 세계 대전의 시작이 "사회제국주의의 야만적 변형"(barbaric variant of social imperialism)이 되었다는 것이다.
매이슨은 "나치 독일은 때때로 주요 확장 전쟁을 할 시 약간의 시간동안 정직하지 못했다"고 주장했다. 그러나, 매이슨은 전쟁의 시점이 특히 실패한 경제와 관련된 국내 정치 상황에 의해 결정되었으며 히틀러가 원하는 것과고는 관계가 없다고 주장했다. 매이슨의 1939년-1941년 관점에 의하면, 독일 경제 상태로 인해 일어난 것으로 히틀러의 "의지"나 "의도"와는 상관이 없었으며 외교 정책이 독일 의사 결정 중 가장 중요하게 결정한 것이였다는 것이다. 매이슨은 나치 지도자들이 1918년 11월 혁명은 깊은 귀신들로 인해 발생했으며 또 다른 11월 혁명이 일어난다는 두려움으로 인해 생활 수준을 올릴려고 했다고 말했다. 매이슨에 따르면, 1939년에는 독일 재무장으로 인해 경제 과열이 발생했고 숙련공의 부족으로 인해 다양한 재무장 계획이 실패로 돌아가 산업 불안으로 인한 사회 정책 붕괴가 나타났고, 독일 노동자의 생활 수준이 급격히 낮아져 히틀러가 전쟁을 할 수밖에 없었다고 주장한다. 매이슨은 나치 지도자들이 깊은 사회, 경제적 문제에 직면했을 때 무자비한 '분쇄 및 횡령'으로 영토를 탈취하는 정책을 결정했고 동부 유럽이 독일의 생활 수준을 지원하기 위해 약탈되었다고 주장했다. 매이슨은 이런 독일의 외교 정책으로 인한 피해로 오스트리아 병합을 지목하며, 이런 적극적인 결합이 모든 성공적 대외 정치 움직임으로 시작되었다고 말했다. 매이슨의 의견에 따르면, 독일이 독일-소련 불가침 조약에 서명한 것은 프랑스와 영국이 독일이 폴란드를 공격할 시 전쟁 위험을 줄이며 공격을 포기하게 만들기 위해서이며, 히틀러 저서의 나의 투쟁에 따라 약탈한 해외 영토를 장악하여 무너져가는 독일 경제를 필요에 따라 강요되었다고 말한다.
오버리는 매이슨 논문의 문제는 이 기록이 전달되지 않았다는 것은 가정이며 '제국' 경제 문제에 대한 정보는 이미 전달되었다는 것이었다. 오버리는 독일 4개년 계획(Four Year Plan)의 원료 문제점과 경제적 압력은 차이가 있으며 4개년 계획을 가속하는 방법으로 이웃 국가의 산업과 외화고를 장악하는 방법으로 이용했기 때문이라고 말했다. 오버리는 국내 불만을 처리하는 방법을 독일이 억압했다는 것을 매이슨이 지나쳤다고 비판했다. 마지막으로, 오버리는 독일의 재무장 이후 경제 문제를 이미 마쳤다는 상당한 근거가 있다고 주장했다. 1940년 1월의 한 공무원은 "우리는 이미 과거에 원료가 매우 부족한 경우 등의 문제를 이미 해결했고, 이 수단과 방법은 우리가 고침으로서 해결할 수 있다"라는 말을 들었다.

## 특별한 사건들

### 보불전쟁
나폴레옹 3세 시기 발발한 보불전쟁은 독일의 통일과 급격한 인구 성장으로 인해 시작되었고 결국 프랑스는 잠재적으로 국제적 명성을 잃게 되었다. 이 기간 이후 20세기동안 프랑스의 군사력은 점점 감소하였다.
전쟁이 프로이센의 승리로 끝난 이후, 독일의 통일이 완료되었다. 국경 지역인 알자스로렌은 프랑스에서 독일로 넘어가게 되었다. 이 힘의 균형 파괴는 프랑스-러시아-영국 삼국 협상의 계기가 된다.

### 제1차 세계 대전
제1차 세계 대전은 거의 전체 세대의 젊은이가 사망 또는 부상한 전쟁이다. 이 전쟁은 독일이 러시아의 세력을 확인하기 위한 선제 전쟁(preemptive war)이었다.
많은 사람들은 제2차 세계 대전을 제1차 세계 대전으로 인해 발생한 것으로 본다. 첫째로, 일부는 베르사유 조약이 제1차 세계 대전 이후 초안으로 생각했고 둘째는 전쟁을 예방할 방법을 찾지 못했기 때문이다.
제1차 세계 대전은 결정적인 결론이 나오지 않았다. 많은 연합군이 독일을 점령하지 않았기 때문에 14개 조항(Fourteen Points)의 선을 따라 조약이 체결될 것이라고 생각했다. 이 독일 사람들은 '반역자' 때문에 전쟁에 패배하고 사실 연합군에게 항복하지 않았으며 독일이 전쟁에서 승리할 수 있었다고 믿었다. 14개 조항의 대부분은 독일의 '전쟁 범죄' 처벌로 인해 버려졌고, 독일에게 타협적이지 않고 비참하지만 연합군 세력을 유지할 수 있는 보복주의(revanchism)를 채택했다.
소수 민족의 큰 그룹들은 여전히 다른 나라에 갇혀 있었다. 예를 들어, 유고슬라비아(세르비아-크로아티아-슬로베니아 왕국 이후 건립)은 5개 주요 인종(세르비아인, 크로아티아인, 마케도니아인, 몬테네그로인, 슬로베니아인)으로 구성되었지만 전쟁 이후 창건되었다.
독일은 패배를 받아들이는 어려운 시간을 보냈다. 전쟁이 끝난 이후에는 해군은 반란 상태였고, 군대는 더 많은 인력과 물자를 가진 적을 피해 후퇴했다. 이러한 현실에도 불구하고, 어떤 사람들은(히틀러 포함) 1918년부터 1919년까지 독일 혁명이 일어나지 않았을 경우 전쟁에 승리할 것이라 믿었다. 이 등 뒤의 칼 찌르기 이야기는 사람들에게 제2차 세계 대전에 이길 수 있을 것이라 설득하는 데 이용하였다.

### 바이마르 공화국
바이마르 공화국은 1919년부터 1933년까지 독일을 지배하였다. 이 공화국은 독일 제국의 해산 이후 새로운 헌법을 채택하기 위해 모인 국회 지명인 바이마르 도시 이름에서 따 왔다. 이 나라는 프랑스와 미국 형태의 공화국이었다.
1923년 11월 8일 금요일 저녁에서 11월 9일 이른 오후까지 나치가 벌인 쿠데타인 뮌헨 폭동은 실패로 돌아갔다. 아돌프 히틀러는 제1차 세계 대전에 참전했던 장군인 에리히 루덴도르프의 인기를 이용하여 바이마르 공화국을 전복하려고 노력했다.

### 대공황
미국의 검은 목요일 사건은 전 세계로 퍼져나갔다. 유럽 국가들은 대공황의 타격으로 높은 실업률과 빈곤, 시민 동요(civil unrest), 전체적인 절망감 등에 휩싸였다.
대공황으로 인해 미국은 25%의 실업률을, 독일은 33%의 실업률을 기록했다. 정기적 직업과 자원의 유혹으로 인해 아돌프 히틀러, 베니토 무솔리니, 이오시프 스탈린, 그 외 전체주의 지도자들이 시민에 의해 반겨지게 된다.
대공황은 미국을 이어 독일에서 두 번째로 크게 영향을 미쳤다. 심각한 실업률은 나치당원의 수를 급격히 증가시키며 호의를 잃어가고 있었다. 이 현상은 독일의 히틀러 집권에 직접적 영향을 주었다. 제1차 세계 대전 이후, 많은 미국의 은행들은 유럽 재건에 돈을 투자했다. 그러나, 검은 목요일 사건으로 인해 자본 부족이 발생했다. 투자자들을 잃었음에도 불구하고, 유럽 시장은 여전히 투자를 한다는 믿음을 가졌다.

### 이탈리아 파시즘의 성장
1924년 10월 27일부터 10월 29일까지, 베니토 무솔리니와 그의 국가 파시스트당(Partito Nazionale Fascista, 또는 PNF)은 쿠데타로 이탈리아 왕국의 권력을 획득했다.
무솔리니와 그의 파시스트당은 루마니아, 헝가리 및 기타 국가 등등 전 세계에서 비슷한 파시스트 운동을 시작했다.

### 나치 독재 정부
히틀러는 1933년 1월 30일 독일의 총리에 임명되었다. 그 해 2월 27일에 일어난 독일 국회의사당 방화 사건(일부는 나치가 선동했다고 주장)으로 인해 시민의 자유 억압의 변명으로 이용되었고 이후 새 대통령인 파울 폰 힌덴부르크와의 연합 정부가 결성되었다.
새 선거 이후, 나치가 대부분 주도하는 의회에 의해 바이마르 헌법이 폐지되었고 3월 23일 실질적으로 의회를 점령한 이후 전권 위임법을 통과시켜 공식적으로 획일화 정책(Gleichschaltung)과 전체주의를 시작하게 하였다. 장검의 밤 사건에서는 히틀러가 그의 정치적 라이벌들을 제거했다. 1934년 8월 2일 힌덴부르크가 사망한 이후, 대통령 권직은 히틀러가 위임받았다. 군 사령부에서 많은 저항을 받지 않고 군인의 선서는 아돌프 히틀러 개인에 대한 선서로 바뀌었다.
1936년 3월 7일 토요일에는 라인란트 재무장(Remilitarization of the Rhineland)을 시행함으로써 베르사유 조약과 로카르노 조약의 정신을 위배했다. 이 점령 작업은 매우 적은 병력으로 이루어졌다. 이 군사들은 자전거로 지역들을 점령했으며 유화 정책이 없었다면 쉽게 중지되었을 수도 있었다. 프랑스는 정치적 불안정 때문에 이에 개입할 수 없었다. 또한, 재점령은 주말이 이루어져 영국 정부는 다음 주 월요일까지 취해야 할 조치를 할 수 없었다. 이 결과로, 정부는 다음과 같은 재점령을 기정 사실로 받아들었다.

### 이탈리아의 에티오피아 침공

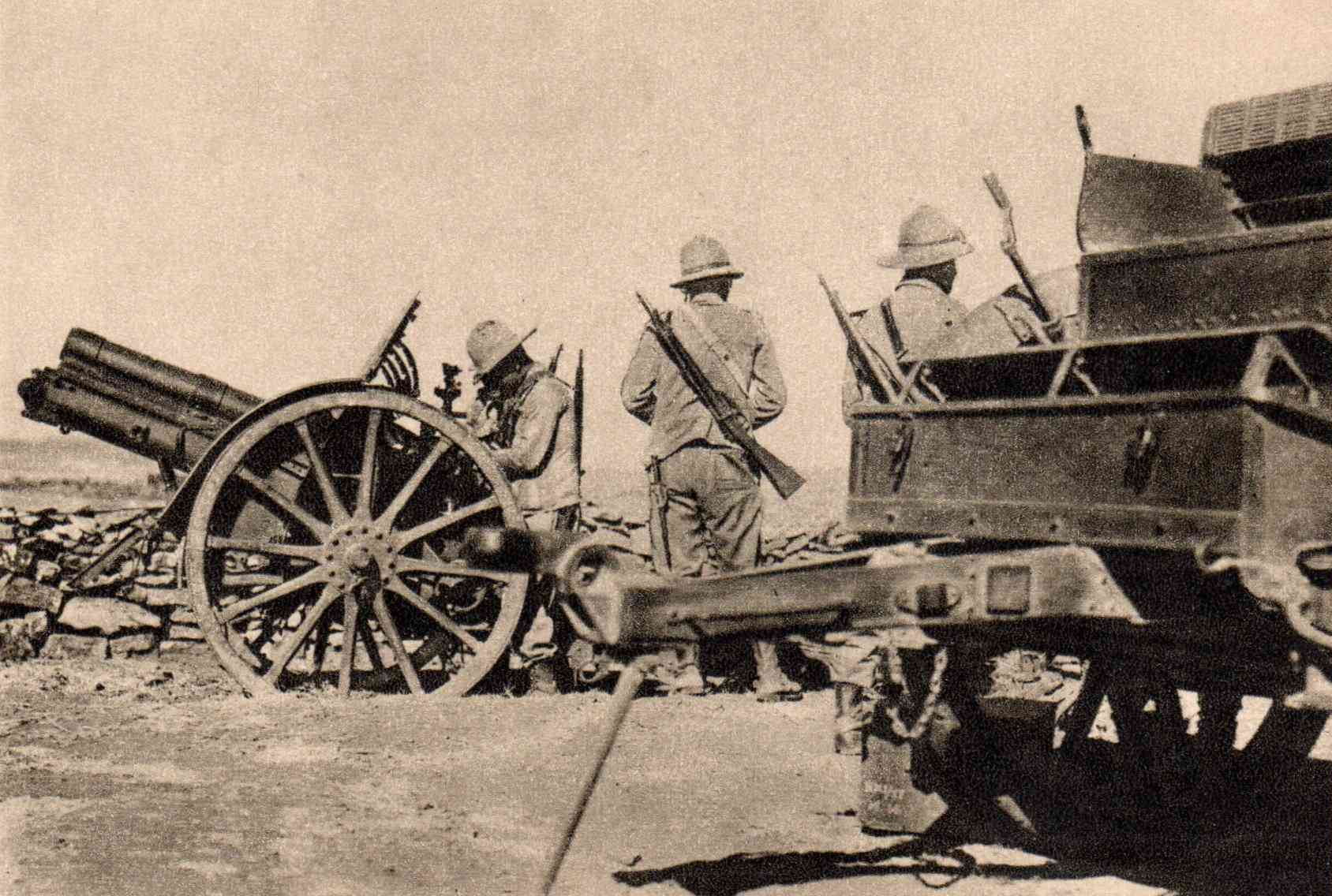
1936년, 에티오피아 템비엔(Tembien)의 이탈리아 포병.

이탈리아 독재자인 베니토 무솔리니는 이탈리아 제국을 에티오피아 제국(당시 아비시니아)로 확장하고자 했다. 이 시간에, 에티오피아는 성공적으로 유럽의 식민지화를 막았다. 1934년 말 아비시니아 위기(Abyssinia Crisis)를 구실로 하여 이탈리아 왕국은 1935년 10월 3일 에티오피아를 침공했다. 이탈리아는 공식적인 전쟁 선포 없이 침공했다. 국제 연맹은 이탈리아를 침략자로 선포하지만 효과적인 재제를 하지 못했다. 이탈리아의 침공을 재제할 수 있는 어떤 시도도 하지 않았다. 수에즈 운하는 이탈리아가 에티오피아로의 수송선을 계속 보낼 수 있도록 개방되어 있었다.
처음에는 이탈리아군의 이점에도 불구하고 천천히 진행되었다. 1935년 말, 무솔리니는 황 머스타드의 사용을 승인했다. 1936년 3월 31일에는 전쟁 말의 중요한 전투인 마이체우 전투(Battle of Maychew)에서 이탈리아군이 승리했다. 에티오피아의 황제 하일레 셀라시에 1세는 5월 2일 망명했다. 수도인 아디스아바바는 5월 5일 점령되었다. 이탈리아는 5월 7일 에티오피아를 합병하고 에리트리아-소말리아-에티오피아를 하나로 한 이탈리아령 동아프리카를 만들었다.
1936년 6월 30일, 황제 하일레 셀라시에는 국제 연맹 연설회에서 이탈리아를 비판하는 연설을 하였다. 그는 "오늘은 우리였다. 내일은 너희들일 것이다."라고 경고했다. 국제 연맹에서 이탈리아의 비난으로 인해 무솔리니는 국제 연맹을 탈퇴했다.

### 스페인 내전
독일과 이탈리아는 프란시스코 프랑코 장군의 프랑코 정권을 지원했다. 소련은 기존의 정부였던 스페인 제2공화국을 지원했다. 양 측은 향상된 무기와 전술을 검증하는 시험으로 이 전쟁을 이용했다. 게르니카 폭격 사건은 전 유럽에서 민간인에 대한 폭격의 예시로 언급되었다.

### 중일전쟁

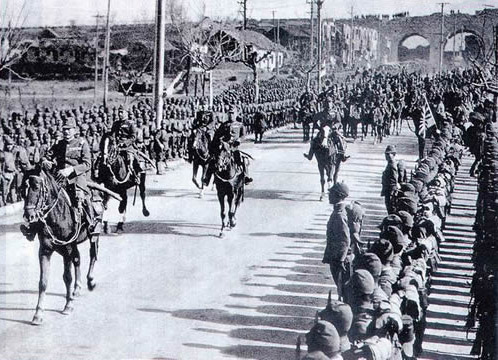
1937년 12월 13일, 난징으로 행진하는 일본 장군 마쓰이 이와네.

중일전쟁은 1937년 일본이 만주국에서 중국을 침공하며 시작되었다.
이 침공은 상하이, 난징, 광저우 등 많은 대도시의 폭격과 침공으로 시작되었다. 1937년 9월 22일, 23일에 시작된 광범위적 시위로 국제 연맹의 극동 자문위원회 결의가 체결되었다.
일본 제국 육군은 중화민궁의 수도인 난징을 점령하면서 대학살을 벌임으로서 전쟁 범죄 중 하나로 기록되었다.

### 안슐루스

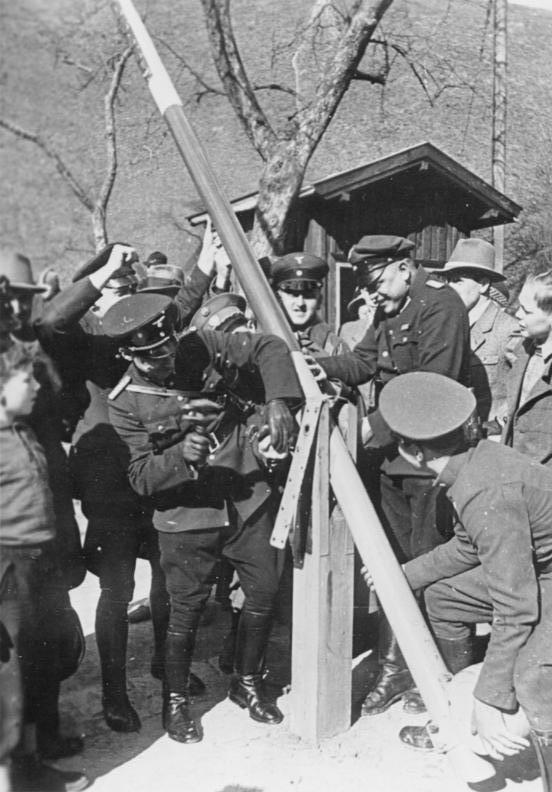
독일-오스트리아 국경을 걷어내는 독일 국경수비대.

독일은 1938년 오스트리아를 독일로 '병합'했다. 역사적으로, 범게르만주의 사상은 독일인과 오스트리아인 등을 모두 독일 민족으로 포함하는 대 독일 제국 개념을 만들었다. 제1차 세계 대전 이후 정점에 오른 이 개념은 독일의 일부분과 독일계 오스트리아가 새로운 헌법을 만들어내고 합병하고자 하였다. 그러나, 이 같은 행동은 베르사유 조약에서 금지되었다. 그럼에도 불구하고, 독일은 오스트리아 나치당을 지원하면서 오스트리아 총리 엥겔베르트 돌푸스 암살에 주요한 역할을 하였고 이후 오스트리아 주요 정부 시설에 나치당이 득세하게 되었다.
나치당의 국가사회주의 프로그램(National Socialist Program) 포인트는 독일이 자가 결정을 하며 국민의 권리에 기초한 통일된 하나의 독일을 요구한다는 것이었다.
오스트리아에서 태어났던 아돌프 히틀러는 그의 책인 나의 투쟁에서 그는 독일와 오스트리아 사이 하나의 나라를 만드는 것을 목표한다고 주장했다.
히틀러의 제국궁 연설에 이어, 돌푸스의 후계자인 쿠르트 슈슈니크는 더 이상 이 같은 행동을 누를 수 없었다. 독일의 압력 안에서, 오스트리아는 자치권을 노리며 국민 투표에 이를 부쳤다. 그러나, 투표 몇 일 전 오스트리아 나치당이 쿠데타를 일으켰다. 독일 군대가 빠르게 병합을 하며 오스트리아 나치당과 독일 나치당이 인수인계 되었다. 따라서, 오스트리아는 더 이상 저항을 하지 못했으며 오스트리아 독립 국가는 사라졌다. 영국, 프랑스, 파시스트 이탈리아는 이에 반발하지만 아무것도 하지 않았다. 마찬가지로, 중요한 것은 이러한 열강 사이 스트레사 전선(Stresa Front)은 선택의 여지가 있지만 병합으로 인해 앞날이 어두웠으며 이탈리아는 오스트리아 병합에 반대했었지만 나치와 동조한 것으로 알려지게 되었다.

### 뮌헨 협정

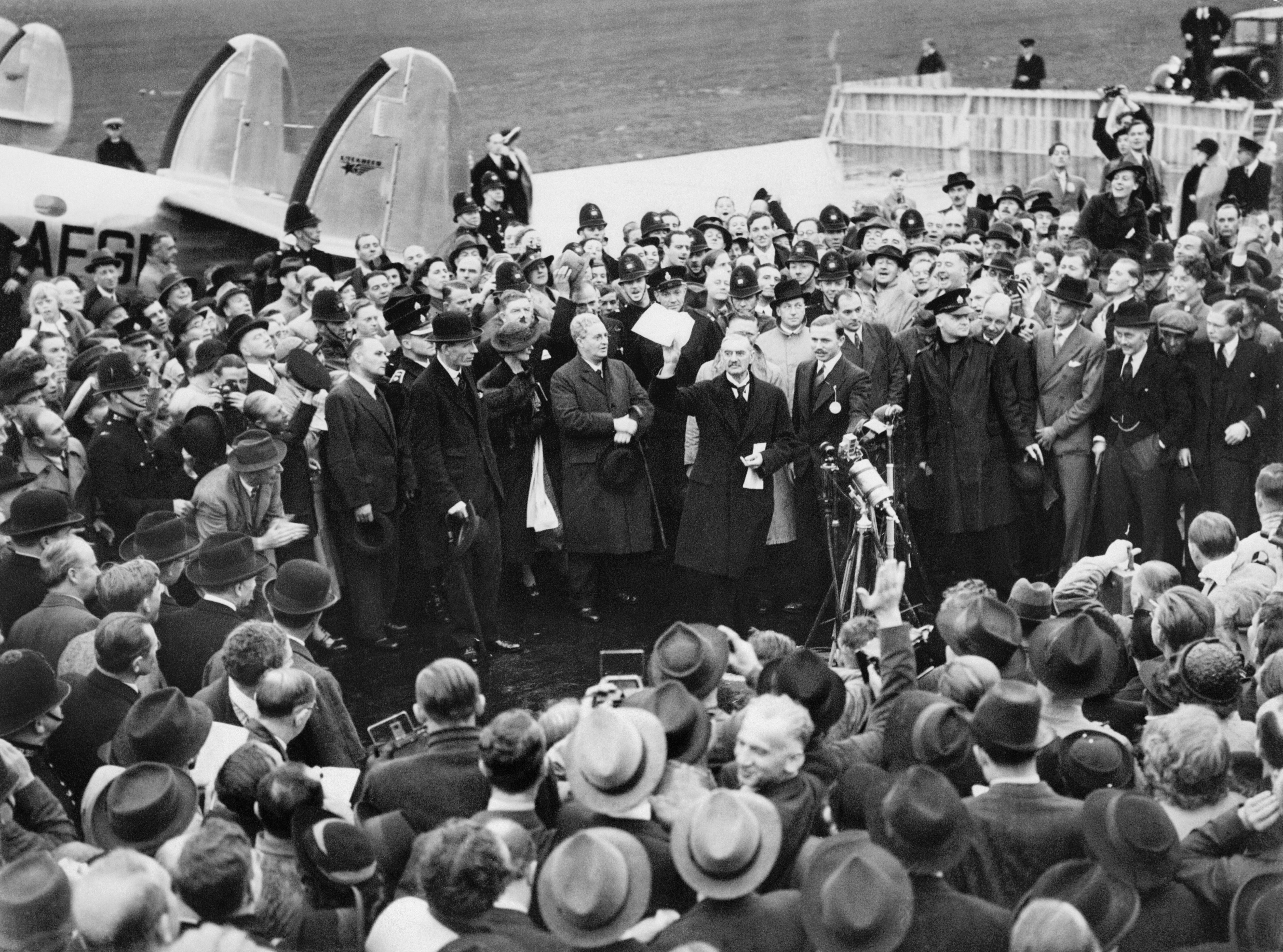
뮌헨 협정 이후 영국으로 돌아온 채임벌린이 히틀러가 "더 이상 영토를 요구하지 않는다는" 친필 서명을 들고 있는 모습. 이 때 "우리에게 평화가 있으리"라는 연설을 하였다.

소위 주데텐란트라고 불리는 독일과 체코슬로바키아의 경계 영역은 체코슬로바키아 내 독일인 다수 거주 지역이었다. 이 지역에만 체코슬로바키아 인구의 4분의 1인 3백만명의 독일인이 거주한다. 제1차 세계 대전 이후, 이 지역은 베르사유 조약에 따라 오스트리아와 체코슬로바키아 두개 영역으로 나누어졌다. 체코의 요청으로 주데텐란트는 보헤미아와 통합되었으며 지역 주민 대다수의 요청으로 체코와 슬로바키아는 하나의 나라로 통합되었다. 민족 자결을 무시하는 이 결정은 오스트리아와 독일을 약화시킬려는 프랑스의 의도였다. 주데텐란트 일부는 고도로 산업화되어 사실상 체코슬로바키아에서 가장 산업화된 지역 중 하나였으며, 독일의 영향으로 이 지역의 유지는 전쟁 가능성을 약화시켰다.
1918년 10월 31일, 미래의 체코슬로바키아 대통령인 토마시 가리크 마사리크는 에드바르트 베네시에게 다음과 같이 말하며 동맹을 촉구했다.
매우 조심해야 한다. 이는 약점이 아닌 합스부르크와 타협하지 않고 완전한 독립을 요구한다 ... 우리 독일인은 독일이 항복할 때 매우 낙심할 것이다. [보헤미아]는 역사적으로 법적인 통일을 주장했으며 ... 이것은 단지 천만명의 [체코인과 슬로바키아인]이 정복하는 것이 아닌 더욱 3백만명의 [독일인]을 정복하는 것이다.

주데테란트는 산악 지역을 가로 질러 방어선이 형성되었으며 마지노 선보다 규모가 더욱 컸다. 주데테란트는 영토, 인구, 경제의 관점에서 보헤미아 내에서 3번째로 컸다. 체코슬로바키아는 잘 구성된 군사 산업(스코다 웍스(Škoda Works)) 지원을 받은 38개 현대적 사단으로 방어를 했을 뿐 아니라 프랑스, 소비에트 연방과 군사 동맹을 맺었다.
히틀러는 주데텐 지역의 독일 분리주의자를 지원하여 주데테란트를 제국의 일부분으로 합병하길 원했다. 나치 언론의 프라하 아래 체코가 폭력과 박해한다는 주장은 민족주의 성향을 자극하는 데 도움을 주었다. 오스트리아 병합 이후, 모든 독일계 당(독일 사민당 제외)은 주데테란트 독일당(Sudeten German Party)과 합병되었다. 준군사 활동과 극단적인 폭력이 오가는 기간 동안, 체코슬로바키아 정부는 질서를 유지하기 위해 주데테란트 지역에 계엄령을 선포했다. 이것은 단지 슬로바키아 민족주의가 상승하는 와중 프라하와 나치 관계를 의심하게 하는 복잡한 상황만을 만들었다. 체코슬로바키아 내 독일인을 보호한다는 목적으로 독일은 주데테란트의 즉각적인 병합을 요구했다.
1938년 9월 30일, 영국 총리 네빌 체임벌린과 프랑스 대통령은 히틀러를 달래기 위해 뮌헨 협정을 체결한다. 독일은 이후 독일계 지역으로 군사를 배치해 "평화를 위해" 제국에 합병할 수 있었다. 이에 대한 대가로, 히틀러는 유럽에서 더 이상의 영토 요구는 없을 것이라고 약속했다. 체코슬로바키아는 이미 동원령을 내리고 약 백만명의 군대가 전투 준비가 되었으나 회의에 참가할 수 없었다. 프랑스와 영국의 협상 합의 내용이 체코슬로바키아 대표에게 통보되었을 때, 체코슬로바키아는 이 결정에 반발했으나 프랑스와 영국의 압력으로 대통령 에드바르트 베네시는 이에 항복했다. 독일은 주데테란트를 점령했다.

#### 독일의 점령과 슬로바키아의 독립
1939년 3월, 뮌헨 협정을 깨고 독일군은 프라하를 점령하고 슬로바키아를 독립시킴으로써 체코슬로바키아를 멸망시켰다. 이 사건은 영국과 프랑스의 유화 정책으로 인한 마지막 사건이었다.

### 이탈리아의 알바니아 침공
독일의 체코슬로바키아 점령 이후, 이탈리아도 합병할 대상국을 모색하고 있었다. 로마는 티레네에게 1939년 3월 25일 알바니아가 이탈리아에게 점령한다는 최후 통첩을 보냈다. 조구 1세는 돈과 알바니아를 맞바꾸는 교환을 거절했다. 1939년 4월 7일, 이탈리아가 알바니아를 침공했다. 알바니아는 약간의 저항 이후 3일 후 항복하였다.

### 소련-일본 국경전
1939년, 일본은 이전 1938년 하산 호 전투처럼 만주국에서 몽골 인민 공화국 서부를 공격했다. 그들은 소련 장군 게오르기 주코프의 군대에게 패했다. 이 전투 이후, 1945년까지 소비에트 연방과 일본은 평화 상태였다. 일본은 남쪽의 제국들을 공략하여 필리핀과 네덜란드령 동인도를 점령하고 미국과의 전쟁으로 이어졌다. 소비에트 연방은 서부 국경에 주력했지만 일본과의 국경에도 백만명에서 150만명 정도의 병력을 배치했다.

### 독일-소련 불가침 조약
명목상, 독일-소련 불가침 조약은 독일과 소련 사이 불가침 조약이었다. 이 조약은 1939년 8월 23일 모스크바에서 소비에트 연방 외무장관 뱌체슬라프 몰로토프와 독일 외무 장관 요아힘 폰 리벤트로프 사이 서명되었다.
1939년, 독일과 소련 사이에는 전쟁 준비가 완료되었다. 소련은 1920년 폴란드에게 영토를 잃었다. 이 조약은 공식적으로는 "불가침 조약"으로 알려졌지만, 이 협정의 비밀 내용에서는 핀란드, 에스토니아, 라트비아, 리투아니아, 폴란드, 루마니아에 대한 영향 지역(spheres of interest)을 나누는 항목이 있었다. 이 비밀 항목은 명시적으로 두 국가 사이 영토와 정치적 지배를 표명하고 있었다.
이후 언급된 모든 국가는 독일과 소련 양 국가에게 침입 또는 점유당하고 영토 할양을 요구받았다.

### 폴란드 침공

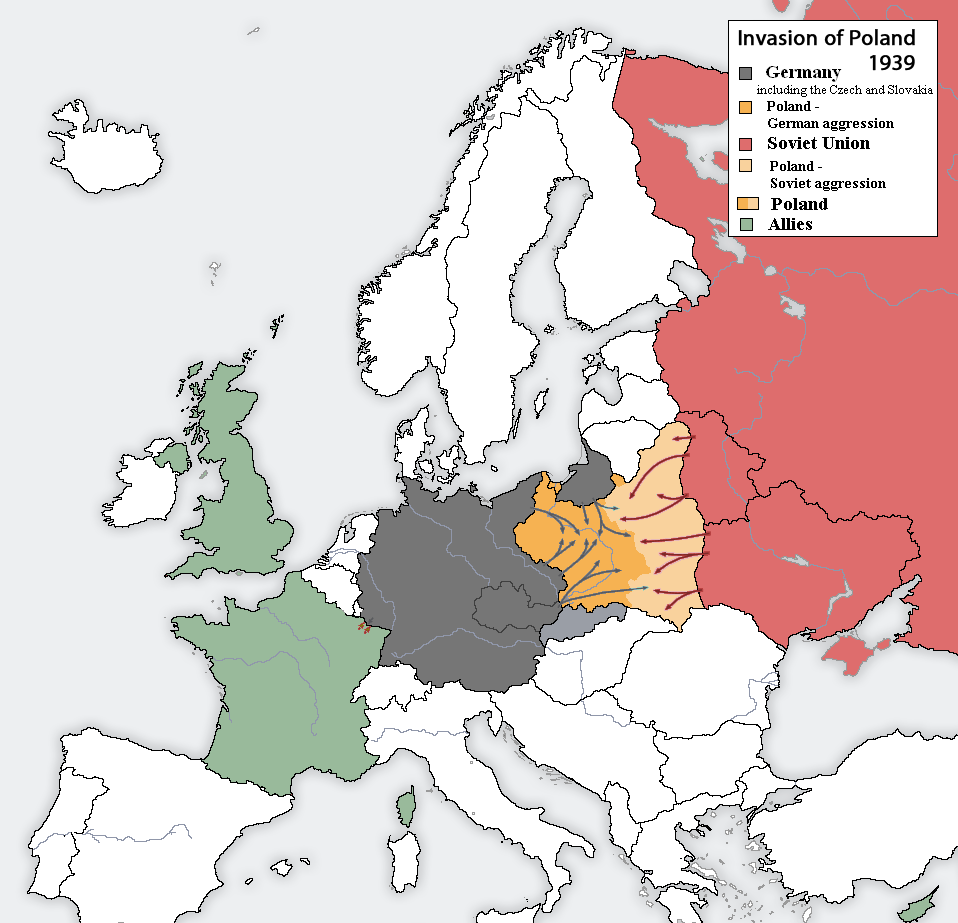
독일과 소련군의 폴란드 침공 당시 진격도.

1933년 초 히틀러는 이미 폴란드 서부 국경을 정해놓았다. 폴란드 회랑과 단치히 자유시에 관한 폴란드와 독일의 영토 분쟁에서 폴란드는 1933년부터 자신의 영토라고 주장했고 나치 독일은 프랑스와의 전투 전에 이 지역을 받길 원했다. 이 분쟁은 1934년 독일-폴란드 불가침 조약에 의해 잠시 잦아들지만 1939년 봄에는 긴장이 다시 시작되었다. 히틀러의 진짜 목표는 독일의 1933년부터 계속 계획해온 레반스라움(Lebensraum)을 이루기 위해 폴란드를 공격할 구실 이 분쟁을 사용하기 위해서였고 서구 연합군과 폴란드를 분리하여 체코 분쟁과 같은 상황을 막고자 했다. 독일-소련 불가침 조약이 서명된 이후, 1939년 9월 1일 독일은 폴란드를 침공했다. 영국과 프랑스는 폴란드와의 동맹을 준수할 것이라 경고하고 독일에게 철수 또는 전쟁 선포의 최후 통첩을 하였다. 독일은 이를 거부했고, 제2차 세계 대전은 9월 3일 영국과 프랑스가 독일에게 전쟁을 선포함으로써 시작되었다. 소비에트 연방은 9월 17일 폴란드 동부를 침공하기 시작했다.

### 마지막 외교적 전략
1940년, 영국의 아마추어 외교관인 제임스 로스데일 브라이언(James Lonsdale-Bryans)은 이탈리아를 방문했다. 핼리팩스 경(Lord Halifax)의 지원으로 이루어진 이 방문에서 브라이언은 독일 대사 울리히 폰 하셀(Ulrich von Hassell)을 만났다. 로스데일 브라이언은 독일이 유럽을 지배하는 대신 대영제국은 세계 나머지 부분을 점령한다는 조건의 거래를 재시했다. 이 제안이 영국 재무부의 공식 의견이었는지는 불확실하다. 핼리팩스 자신은 1937년 히틀러를 만난 적이 있었다.

### 소비에트 연방 침공
독일은 1941년 6월 22일 소련을 공격했다. 히틀러는 소련은 소련 자체의 병으로 인해 빠르고 끊임없는 공격으로 소련이 무너질 것이라 믿고 전쟁 종료 후 영국이 협상 테이블에 앉을 것이라 생각했다. 또한, 히틀러는 소련이 경계가 태만한 때에 선제 공격하고자 했다.

### 진주만 공격
일본 제국 해군은 1941년 12월 7일 진주만을 공습하면서 미국 태평양 함대를 파괴했다. 비록 일본이 미국이 함선 건조 잠재력은 더욱 높다는 것은 알고 있었음에도 단편적으로 병력을 만들 것이라 추측했으며, 따라서 일본 제국 해군은 이들을 물리칠 수 있다고 생각한다. 이 사건 직후에는 웨이크 섬 전투가 일어난다.
일본의 미국 공격은 두 나라 사이의 즉각적인 전쟁 발발 결과를 가져왔다. 비록 삼국 동맹 조약에 따라 독일과 이탈리아는 전쟁 선언을 하지 않아도 되었지만, 히틀러는 이 조약은 히틀러가 독일이 일본의 전쟁 선언을 따라야 한다고 생각했다. 독일과 이탈리아는 조약 의무를 위해 미국에게 선전포고를 하지 않아도 되었지만, 그렇게 하지는 않았다.
하루 이내에, 결국 독일과 이탈리아는 미국에게 전쟁 선포를 하였으며 이는 미국이 효과적으로 전쟁 개입을 하지 않게 되었던 고립주의 노선을 버리게 되는 결과를 가져왔다.

## 같이 보기
- 네빌 체임벌린의 유럽 정책

## 추가 자료
- Carley, Michael Jabara 1939 : the Alliance that never was and the coming of World War II, Chicago : I.R. Dee, 1999 ISBN 1-56663-252-8.
- Dallek, Robert. Franklin D. Roosevelt and American Foreign Policy, 1932-1945 (1995).
- Dutton, David Neville Chamberlain, London : Arnold ; New York : Oxford University Press, 2001 ISBN 0-340-70627-9.
- Feis, Herbert. The Road to Pearl Harbor: The coming of the war between the United States and Japan. classic history by senior American official.
- Goldstein, Erik & Lukes, Igor (editors) The Munich crisis, 1938: Prelude to World War II, London ; Portland, OR : Frank Cass, 1999 ISBN 0-7146-8056-7.
- Klaus Hildebrand The Foreign Policy of the Third Reich, translated by Anthony Fothergill, London, Batsford 1973.
- Andreas Hillgruber Germany and the Two World Wars, translated by William C. Kirby, Cambridge, Mass. : Harvard University Press, 1981 ISBN 0-674-35321-8.
- Kuliabin A. Semin S.Russia - a counterbalancing agent to the Asia. “Zavtra Rossii”, #28, 17 July 1997
- Seki, Eiji. (2006). Mrs. Ferguson's Tea-Set, Japan and the Second World War: The Global Consequences Following Germany's Sinking of the SS Automedon in 1940. London: Global Oriental. 10-ISBN 1-905246-28-5; 13- ISBN 978-1-905246-28-1 (cloth) [reprinted by University of Hawaii Press, Honolulu, 2007 -- previously announced as Sinking of the SS Automedon and the Role of the Japanese Navy: A New Interpretation.]
- Richard Overy & Timothy Mason "Debate: Germany, “Domestic Crisis” and War in 1939" pages 200-240 from Past and Present, Number 122, February 1989.
- Strang, G. Bruce On The Fiery March : Mussolini Prepares For War, Westport, Conn. : Praeger Publishers, 2003 ISBN 0-275-97937-7.
- Thorne, Christopher G. The Issue of War: States, Societies, and the Coming of the Far Eastern Conflict of 1941-1945 (1985) sophisticated analysis of each major power.
- Tohmatsu, Haruo and H. P. Willmott. A Gathering Darkness: The Coming of War to the Far East and the Pacific (2004), short overview.
- Piotr S. Wandycz The Twilight of French Eastern Alliances, 1926-1936 : French-Czechoslovak-Polish relations from Locarno to the remilitarization of the Rhineland, Princeton, N.J. : Princeton University Press, 1988 ISBN 0-691-05528-9.
- Watt, Donald Cameron How war came : the immediate origins of the Second World War, 1938-1939, New York : Pantheon, 1989 ISBN 0-394-57916-X.
- Gerhard Weinberg The Foreign Policy of Hitler's Germany : Diplomatic Revolution in Europe, 1933-36, Chicago : University of Chicago Press, 1970 ISBN 0-226-88509-7.
- Weinberg, Gerhard The Foreign Policy of Hitler's Germany: Starting World War II, 1937-1939, Chicago : University of Chicago Press, 1980 ISBN 0-226-88511-9.
- Henry Ashby Turner German big business and the rise of Hitler, New York : Oxford University Press, 1985 ISBN 0-19-503492-9.
- John Wheeler-Bennett Munich : Prologue to Tragedy, New York : Duell, Sloan and Pearce, 1948.
- Yomiuri Shimbun, The; James E. Auer (Editor) (2007). 《Who Was Responsible? From Marco Polo Bridge to Pearl Harbor》. The Yomiuri Shimbun. ISBN 4-643-06012-3. - Review of this book: “Searching for responsibility in starting and losing a war”. The Japan Times Online. 2012년 12월 19일에 원본 문서에서 보존된 문서. 2013년 4월 20일에 확인함.

- Young, Robert France and the Origins of the Second World War, New York : St. Martin's Press, 1996 ISBN 0-312-16185-9.